# Qatar ExxonMobil Open 2016 - Qualificazioni singolare
Le qualificazioni del singolare maschile del Qatar ExxonMobil Open 2016 sono state un torneo di tennis preliminare per accedere alla fase finale della manifestazione. I vincitori dell'ultimo turno sono entrati di diritto nel tabellone principale. In caso di ritiro di uno o più giocatori aventi diritto a questi sono subentrati i lucky loser, ossia i giocatori che hanno perso nell'ultimo turno ma che avevano una classifica più alta rispetto agli altri partecipanti che avevano comunque perso nel turno finale.

## Teste di serie
1. Iñigo Cervantes (primo turno)
2. Benjamin Becker (qualificato)
3. Kyle Edmund (qualificato)
4. Ruben Bemelmans (primo turno)

1. Lukáš Lacko (ultimo turno)
2. Michael Berrer (ultimo turno)
3. Dustin Brown (qualificato)
4. Radu Albot (ultimo turno)

## Qualificati
1. Dustin Brown
2. Benjamin Becker

1. Kyle Edmund
2. Aslan Karacev

## Tabellone

### Legenda
| - Q = Qualificato - WC = Wild card - LL = Lucky loser | - ALT = Alternate - SE = Special Exempt - PR = Protected Ranking | - w/o = Walkover - r = Ritirato - d = Squalificato |

### Sezione 1
|  | Primo turno | Primo turno      | Primo turno | Primo turno | Primo turno |  |  | Ultimo turno | Ultimo turno | Ultimo turno | Ultimo turno | Ultimo turno |  |
|  |             |                  |             |             |             |  |  |              |              |              |              |              |  |
|  | 1           | Iñigo Cervantes  | 6           | 2           | 5           |  |  |              |              |              |              |              |  |
|  |             | Mirza Bašić      | 3           | 6           | 7           |  |  |              | Mirza Bašić  | Mirza Bašić  | 4            | 5            |  |
|  |             | Marek Michalička | 65          | 4           |             |  |  | 7            | Dustin Brown | Dustin Brown | 6            | 7            |  |
|  | 7           | Dustin Brown     | 7           | 6           |             |  |  |              |              |              |              |              |  |

### Sezione 2
|  | Primo turno | Primo turno               | Primo turno | Primo turno | Primo turno |  |  | Ultimo turno | Ultimo turno    | Ultimo turno | Ultimo turno | Ultimo turno |  |
|  |             |                           |             |             |             |  |  |              |                 |              |              |              |  |
|  | 2           | Benjamin Becker           | 3           | 6           | 6           |  |  |              |                 |              |              |              |  |
|  |             | Flavio Cipolla            | 6           | 3           | 1           |  |  | 2            | Benjamin Becker | 5            | 7            | 7            |  |
|  | WC          | Jabor Mohammed Ali Mutawa | 0           | 1           |             |  |  | 6            | Michael Berrer  | 7            | 5            | 5            |  |
|  | 6           | Michael Berrer            | 6           | 6           |             |  |  |              |                 |              |              |              |  |

### Sezione 3
|  | Primo turno | Primo turno        | Primo turno | Primo turno | Primo turno |  |  | Ultimo turno | Ultimo turno | Ultimo turno | Ultimo turno | Ultimo turno |  |
|  |             |                    |             |             |             |  |  |              |              |              |              |              |  |
|  | 3           | Kyle Edmund        | 6           | 6           |             |  |  |              |              |              |              |              |  |
|  |             | Andrea Arnaboldi   | 4           | 3           |             |  |  | 3            | Kyle Edmund  | Kyle Edmund  | 6            | 6            |  |
|  | WC          | Mousa Shanan Zayed | 2           | 1           |             |  |  | 8            | Radu Albot   | Radu Albot   | 2            | 4            |  |
|  | 8           | Radu Albot         | 6           | 6           |             |  |  |              |              |              |              |              |  |

### Sezione 4
|  | Primo turno | Primo turno     | Primo turno | Primo turno | Primo turno |  |  | Ultimo turno | Ultimo turno  | Ultimo turno  | Ultimo turno | Ultimo turno |  |
|  |             |                 |             |             |             |  |  |              |               |               |              |              |  |
|  | 4           | Ruben Bemelmans | 3           | 3           |             |  |  |              |               |               |              |              |  |
|  |             | Aslan Karacev   | 6           | 6           |             |  |  |              | Aslan Karacev | Aslan Karacev | 6            | 6            |  |
|  |             | Jan Hernych     | 1           | 4           |             |  |  | 5            | Lukáš Lacko   | Lukáš Lacko   | 4            | 4            |  |
|  | 5           | Lukáš Lacko     | 6           | 6           |             |  |  |              |               |               |              |              |  |